# Rudolph Reichmann
Hans Andries Rudolph Reichmann (* 15. März 1821 in Schleswig; † 30. März 1908 in Toledo, Iowa) war ein Wegbereiter der deutschen Presse in den USA.

## Leben

### Familie
Rudolph Reichmann war der Sohn des Buchdruckers Christian Reichmann und dessen Ehefrau Anna Dorothea (geb. Hansen).
Er war seit 1847 in Bremen mit Anna (1822–1899), Tochter von Johann F. Gotte und Meta (geb. Brüning) verheiratet; gemeinsam hatten sie fünf Kinder: 
- Ferdinand Gustav Reichmann;
- Johanna Ernestine Reichmann (* 27. Mai 1852 in Davenport/Iowa; † unbekannt in Sioux Valley bei Jackson County/Minnesota), verheiratet mit Hans Asmus Brockmann (* 18. April 1847 in Fahren bei Probsteierhagen, † 2. Februar 1922 in Lincoln bei Tama/Iowa)[2];
- Fannie Reichmann (1855–1956);
- Henriette Reichmann (1858–1929);
- Louise Antoinette Reichmann (1861–1903), verheiratet mit William Rose Graham (* 27. März 1858; † 1894).

1901 heiratete Rudolph Reichmann, im Alter von achtzig Jahren, in zweiter Ehe.

### Ausbildung
Er besuchte die Domschule in Schleswig mit dem von der Familie vorgegebenen Ziel, Pastor zu werden. Weil er daran jedoch keinen Gefallen fand, erlernte er in einer fünfeinhalbjährigen Lehrzeit in einer Schleswiger Druckerei den Beruf des Buchdruckers. 

### Werdegang
Nach einer mehrjährigen Tätigkeit als Druckereigehilfe in verschiedenen Städten Norddeutschlands und Hamburg, beschloss er, sich in seinem Gewerbe selbständig zu machen.
Wegen seiner Anhängerschaft der schleswig-holsteinischen Bewegung war, verweigerte ihm die Obrigkeit jedoch mehrfach die Konzession, weil er nicht gut dänisch war; auch eine Audienz, auf Vermittlung des Regierungspräsidenten Ludwig Nicolaus von Scheele, beim dänischen König Christian VIII., der sich während der Badesaison 1847 auf der Insel Föhr aufhielt, blieb ohne Erfolg; er hatte während der Audienz dem König nicht die notwendige Hochachtung gezeigt und dieser brach das Gespräch nach kurzer Zeit ab und bedeutete ihm, den Raum zu verlassen; nachdem er in der Tür noch einmal die Rockschöße anhob, befahl ihn der König zu sich zurück, fixierte ihn eine Minute lang und bedeutete ihm dann erneut, den Raum zu verlassen.
Während der Schleswig-Holsteinischen Erhebung stand er 1848 auf der Seite Schleswig-Holsteins, aber noch vor der Schlacht bei Idstedt, entschied er sich, mit seiner Ehefrau in die USA auszuwandern, um sich dort eine neue Existenz aufzubauen.

### Werdegang in den USA
Am 10. Mai 1850 ging die Familie in Hamburg an Bord eines Auswandererschiffes und landete neun Wochen später in Quebec, von dort ging es mit einem Schiff weiter über Buffalo und Detroit nach Chicago und von da weiter nach Sheboygan in Wisconsin.
In Sheboygan gründete er, nachdem er anfangs als Setzer in einer englischen Zeitung tätig war, gemeinsam mit Alfred Guido Marschner (1824–1875), Sohn des Komponisten Heinrich Marschner seine erste Zeitung, den demokratisch eingestellten Wisconsin Republikaner. Aufgrund unterschiedlicher politischer Ansichten kam es bereits nach kurzer Zeit zu Streitigkeiten zwischen ihm und Marschner und dieser nutzte die Abwesenheit von Rudolph Reichmann, der sich auf einer Reise befand, und lud die gesamte Druckerei auf einen Wagen und verschwand; später zahlte er eine Abfindung von 200 Dollar.
Rudolph Reichmann übernahm in Milwaukee, einer stark von Einwanderern geprägten Stadt, die Geschäftsführung einer Zeitungsgründung namens Volkshalle, die dreimal wöchentlich erschien; die Redaktion der Zeitung erhielt Gustav Adolph Rösler.
In Davenport, im benachbarten Bundesstaat Iowa, tat er sich 1851 mit seinem Landsmann Theodor Gülich, der ebenfalls in Schleswig geboren worden war, zusammen und gründeten die Zeitung Der Demokrat. Sie gehörten beide zur Gruppe der sogenannten Achtundvierziger (Forty-Eighters), die nach dem Scheitern der schleswig-holsteinischen Erhebung gegen Kopenhagen als Auswanderer in die USA gingen. Rudolph Reichmann schilderte in der Zeitung mehrfach seine Jagderlebnisse; später entwickelte sich das Blatt, das für eine freie und demokratische Gesellschaft stand, zu einer der meistgelesenen Zeitungen im Mittleren Westen. 
Die berufliche Partnerschaft wurde jedoch bereits 1856 beendet, und Rudolph Reichmann eröffnete ein Immobilienbüro, das er bis 1859 betrieb. Er ging, vermutlich aus gesundheitlichen Gründen, nach Mercer County/Illinois aufs Land, engagierte sich mit kommerziellem Erfolg in der Landwirtschaft und wurde wohlhabend und finanziell unabhängig. 1865 ging er nach Tama County/Iowa und ließ in sich der Gemeinde Spring Creek nieder. Neben seinen beruflichen Tätigkeiten hatte er sich auch auf gesellschaftlichem Gebiet engagiert und übte so unter anderem das Amt des Friedensrichters bis zum Herbst 1873 in der Gemeinde Spring Creek aus.
Nach einem Umzug im Herbst 1873 nach Toledo gründete und leitete er 1874 die politisch unabhängige Zeitung Tama County Independent. Er verkaufte seine Zeitung 1878 und zog sich aus dem aktiven Leben zurück. Der neue Besitzer benannte die Zeitung in The Toledo Times um und machte sie zum bedeutsamsten Blatt der Region. 
Rudolph Reichmann zog sich um 1880 in das Privatleben zurück.
Nach seinem Tod wurde er auf dem örtlichen Woodlawn-Friedhof bestattet. Seine Kinder ließen die Worte: Do Right And Fear No One (Tue Recht und fürchte niemanden) auf seinen Grabstein meißeln.